# Port Antonio
Port Antonio is een havenplaats aan de noordkust van het eiland Jamaica en de hoofdstad van de parish Portland. 
De Spanjaarden waren de eerste Europeanen die dit deel van het eiland betraden. De twee natuurlijke havens ten oosten van Jamaica's grootste rivier, de Rio Grande, noemden ze Puerto San Francisco en Puerto Anton. Van de laatste naam is de plaatsnaam Port Antonio afgeleid. De havens, gescheiden door een in de zee uitstekende heuvelrug, staan nu bekend als West Harbour en East Harbour.
In de Spaanse koloniale tijd waren er in Puerto Anton slechts enkele veehouderijen in stukken opengekapte jungle. De Engelsen hebben het gebied verder ontwikkeld. Ondanks toezeggingen als gratis land en slaven, belastingreducties en voedsel voor toekomstige pioniers, verliep dit niet erg vlot. In het midden van de 18e eeuw waren er slechts zo'n 20 huizen in Port Antonio. Men werd afgeschrikt door de dichte jungle, de zware tropische buien, het moerassige van muggen vergeven kustgebied en de kans op aanvallen van de Maroons of de Spanjaarden. Om deze aanvallen te pareren werd in 1729 Fort George gebouwd.
Na het sluiten van een vredesverdrag met de Maroons kwam Port Antonio tot bloei. Aan het begin van de 19e eeuw waren er 38 grote en meer dan 100 kleine suikerrietplantages in Portland. Omdat het klimaat voor suikerriet te nat bleek, waren er hiervan in 1854 nog slechts vier over. De plantages werden veelal gesplitst in kleinere percelen, waarop voedselgewassen en bananen werden verbouwd. De bananen hebben in de jaren 80 van de 19e eeuw geleid tot grote bloei van de havens van Port Antonio, dat toen wel de bananenhoofdstad van de wereld werd genoemd. De zanger Harry Belafonte zou hier de inspiratie voor zijn Banana Boat Song hebben opgedaan. 
Rond 1900 werd Port Antonio door rijke Amerikanen ontdekt als vakantiebestemming. Diverse beroemdheden hebben de plaats bezocht. 
Tegenwoordig is Port Antonio een wat slaperig plaatsje aan de noordkust, bij de gemiddelde bezoeker van het eiland onbekend. 

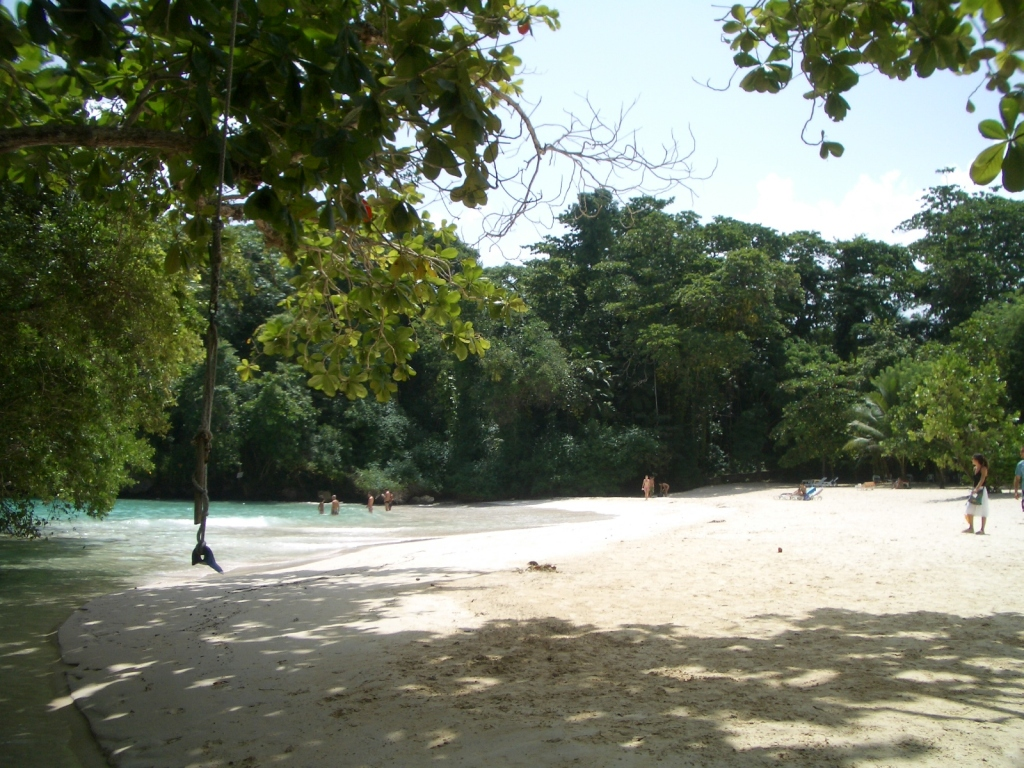
Strand bij Frenchman's cove

## Geboren
- Dever Orgill (1990), voetballer